# Muonionalusta (meteorito)
El meteorito de Muonionalusta es un meteorito metálico encontrado en 1906 en el municipio de Kitkiöjärvi, Suecia.
Con 230 kg de peso, es el meteorito más grande encontrado en Suecia y Escandinavia.

## Historia
En 1906 un niño de 10 años que cuidaba ganado en el bosque encontró una masa rica en hierro a 3 km al suroeste del pueblo de Kitkiöjärvi (Pajala, Suecia), cerca de la frontera con Finlandia. La masa, denominada Muonionalusta I, pesaba 7,53 kg y yacía en la superficie.
Otra masa de 15 kg, Muonionalusta II, fue descubierta por Viktor Niemela en 1946, mientras excavaba grava para los cimientos de una casa en el pueblo de Kitkiojoki.
Muonionalusta III, de 6,2 kg, fue encontrada en 1963 durante la construcción de carreteras a 3,5 km al este-noreste de Kitkiojoki.
Desde entonces han ido apareciendo especímenes adicionales, incluida una masa de 158 kg descubierta en 2003. Los distintos fragmentos encontrados se distribuyen en una elipse de 25 x 15 km en una región ártica de abundantes lagos y pantanos.

## Composición y clasificación
Las tres primeras masas descubiertas están erosionadas y no tienen surcos o cavidades visibles. Las costras de óxido, de 0,5 - 1 mm de grosor, cubren la mayor parte de las superficies, mientras que las costras de fusión y las zonas afectadas por el calor han desaparecido hace tiempo.
El meteorito original era una octaedrita fina que se fragmentó antes de llegar a la superficie terrestre, estando expuesto desde entonces al hielo glaciar de la última edad de hielo. Los componentes principales (camacita, taenita, troilita, schreibersita y otros sulfuros) no son inesperados en un siderito de tipo IVA.
Uno de las nuevos fragmentos descubiertos en 2001, encontrado a solo 20 m del lugar del primer hallazgo, contiene stishovita, mineral aparentemente formado en un choque preterrestre hace eones.
En la composición elemental de este meteorito hay, además de hierro, un 8,42% de níquel, 2,4 ppm de galio, 1,6 ppm de iridio y solo 0,13 ppm de germanio.